# Dolichopus
Dolichopus är ett släkte av tvåvingar. Dolichopus ingår i familjen styltflugor.

## Bildgalleri

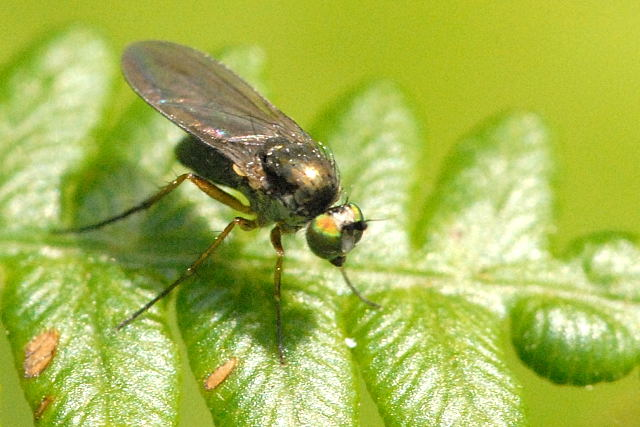

## Dottertaxa tillDolichopus, i alfabetisk ordning[1][2]
- Dolichopus abaftanus
- Dolichopus abbreviatus
- Dolichopus aboriginis
- Dolichopus abrasus
- Dolichopus abruptus
- Dolichopus absonus
- Dolichopus accidentalis
- Dolichopus acricola
- Dolichopus acuminatus
- Dolichopus acutangulus
- Dolichopus acuticornis
- Dolichopus acutus
- Dolichopus adaequatus
- Dolichopus adjacens
- Dolichopus adultus
- Dolichopus aemulus
- Dolichopus aequalis
- Dolichopus aeratus
- Dolichopus aethiopica
- Dolichopus aethiops
- Dolichopus affictus
- Dolichopus affinis
- Dolichopus affluens
- Dolichopus afroungulatus
- Dolichopus agilis
- Dolichopus agronomus
- Dolichopus ainsliei
- Dolichopus alacer
- Dolichopus alberecrus
- Dolichopus albertensis
- Dolichopus albiciliatus
- Dolichopus albicinctus
- Dolichopus albicoxa
- Dolichopus albifrons
- Dolichopus albipalpus
- Dolichopus albivestitarsis
- Dolichopus aldabrensis
- Dolichopus aldrichii
- Dolichopus alexandri
- Dolichopus altayensis
- Dolichopus alticola
- Dolichopus amginensis
- Dolichopus amnicola
- Dolichopus amphericus
- Dolichopus amplipennis
- Dolichopus amurensis
- Dolichopus anacrostichus
- Dolichopus ancistrus
- Dolichopus andersoni
- Dolichopus andorrensis
- Dolichopus andualusiacus
- Dolichopus angularis
- Dolichopus angulicornis
- Dolichopus angustatus
- Dolichopus angusticornis
- Dolichopus angustinervis
- Dolichopus angustipennis
- Dolichopus annaclareii
- Dolichopus annulitarsis
- Dolichopus antennata
- Dolichopus apheles
- Dolichopus apicalis
- Dolichopus appendiculatus
- Dolichopus arbustorum
- Dolichopus argentipes
- Dolichopus argyrotarsis
- Dolichopus argyrotarsus
- Dolichopus arizonicus
- Dolichopus armeniacus
- Dolichopus armillatus
- Dolichopus asiaticus
- Dolichopus atratus
- Dolichopus atripes
- Dolichopus atritibialis
- Dolichopus aubertini
- Dolichopus aurifacies
- Dolichopus aurifex
- Dolichopus austriacus
- Dolichopus bakeri
- Dolichopus balius
- Dolichopus barbaricus
- Dolichopus barbicauda
- Dolichopus barbipes
- Dolichopus barycnemus
- Dolichopus basalis
- Dolichopus basisetus
- Dolichopus bayaticus
- Dolichopus beameri
- Dolichopus beatus
- Dolichopus bianchii
- Dolichopus bifractus
- Dolichopus bigeniculatus
- Dolichopus bilamellatus
- Dolichopus bisetosus
- Dolichopus bisetulatus
- Dolichopus blandus
- Dolichopus bolsteri
- Dolichopus bonsdorfii
- Dolichopus brachyurus
- Dolichopus brevicauda
- Dolichopus breviciliatus
- Dolichopus breviclypeus
- Dolichopus brevifacies
- Dolichopus brevimanus
- Dolichopus brevipennis
- Dolichopus brevipilosus
- Dolichopus breviusculus
- Dolichopus bruesi
- Dolichopus bruneifacies
- Dolichopus brunneilineatus
- Dolichopus brunneus
- Dolichopus bryanti
- Dolichopus burnesi
- Dolichopus calainus
- Dolichopus calcaratus
- Dolichopus calceatus
- Dolichopus californicus
- Dolichopus caligatus
- Dolichopus calinotus
- Dolichopus callosus
- Dolichopus calvimontis
- Dolichopus campestris
- Dolichopus canadensis
- Dolichopus canaliculatus
- Dolichopus carolinensis
- Dolichopus cavatus
- Dolichopus celeripes
- Dolichopus chrysostomus
- Dolichopus cilifemoratus
- Dolichopus cinctipes
- Dolichopus ciscaucasicus
- Dolichopus clarior
- Dolichopus claviger
- Dolichopus clavipes
- Dolichopus clypeata
- Dolichopus coercens
- Dolichopus cognatus
- Dolichopus coloradensis
- Dolichopus comatus
- Dolichopus compactus
- Dolichopus completus
- Dolichopus comptus
- Dolichopus confinis
- Dolichopus consanguineus
- Dolichopus consimilis
- Dolichopus consobrinus
- Dolichopus conspectus
- Dolichopus contiguus
- Dolichopus convergens
- Dolichopus coquilletti
- Dolichopus corax
- Dolichopus correus
- Dolichopus costalis
- Dolichopus crassicornis
- Dolichopus crassicosta
- Dolichopus crassitibia
- Dolichopus crenatus
- Dolichopus cruralis
- Dolichopus cuneipennis
- Dolichopus cuprinus
- Dolichopus czekanovskii
- Dolichopus czekanowskii
- Dolichopus dakotensis
- Dolichopus dasyops
- Dolichopus dasypodus
- Dolichopus davshinicus
- Dolichopus decorus
- Dolichopus defectus
- Dolichopus delicatus
- Dolichopus demissus
- Dolichopus dentalis
- Dolichopus detersus
- Dolichopus diadema
- Dolichopus digitus
- Dolichopus discessus
- Dolichopus discifer
- Dolichopus discimanus
- Dolichopus discolor
- Dolichopus disharmonicus
- Dolichopus distinctus
- Dolichopus distractus
- Dolichopus diversipennis
- Dolichopus divigatus
- Dolichopus divisus
- Dolichopus dolosus
- Dolichopus domesticus
- Dolichopus dorsalis
- Dolichopus dorycerus
- Dolichopus dracula
- Dolichopus duplicatus
- Dolichopus efflatouni
- Dolichopus elegans
- Dolichopus emelijanovi
- Dolichopus emelyanovi
- Dolichopus enigma
- Dolichopus erroneus
- Dolichopus eudactylus
- Dolichopus eurypterus
- Dolichopus evolvens
- Dolichopus excisus
- Dolichopus exclusus
- Dolichopus exiguus
- Dolichopus exsul
- Dolichopus facirecedens
- Dolichopus factivittatus
- Dolichopus falcatus
- Dolichopus fallax
- Dolichopus festivus
- Dolichopus finitus
- Dolichopus flagellitenens
- Dolichopus flaviciliatus
- Dolichopus flavicoxa
- Dolichopus flavifacies
- Dolichopus flavilacertus
- Dolichopus flavipes
- Dolichopus flavocrinitus
- Dolichopus footei
- Dolichopus formosus
- Dolichopus fortis
- Dolichopus fractinervis
- Dolichopus fraterculus
- Dolichopus friedrichi
- Dolichopus frifolini
- Dolichopus frontalis
- Dolichopus frosti
- Dolichopus fucatus
- Dolichopus fulgerus
- Dolichopus fulgidus
- Dolichopus fulvipes
- Dolichopus fumosus
- Dolichopus funditor
- Dolichopus fusciformis
- Dolichopus fuscipennis
- Dolichopus gaigei
- Dolichopus galeatus
- Dolichopus geniculatus
- Dolichopus genicupallidus
- Dolichopus genualis
- Dolichopus gladius
- Dolichopus gorodkovi
- Dolichopus gracilis
- Dolichopus grandicornis
- Dolichopus grandis
- Dolichopus gratiolus
- Dolichopus gratus
- Dolichopus griseifacies
- Dolichopus griseipennis
- Dolichopus groenlandicus
- Dolichopus grunini
- Dolichopus gubernator
- Dolichopus harbecki
- Dolichopus hardyi
- Dolichopus hastatus
- Dolichopus hejingensis
- Dolichopus helenae
- Dolichopus henanus
- Dolichopus hilaris
- Dolichopus hilgerae
- Dolichopus hirstitarsis
- Dolichopus hirsutisetis
- Dolichopus hollisi
- Dolichopus howjingleei
- Dolichopus humilis
- Dolichopus hurleyi
- Dolichopus idahoensis
- Dolichopus idoneus
- Dolichopus immaculatus
- Dolichopus imperfectus
- Dolichopus impotens
- Dolichopus incisuralis
- Dolichopus incongruus
- Dolichopus inconspicuus
- Dolichopus indianus
- Dolichopus indicus
- Dolichopus indigenus
- Dolichopus inflatus
- Dolichopus integripes
- Dolichopus intentus
- Dolichopus interjectus
- Dolichopus intonsus
- Dolichopus iowaensis
- Dolichopus ivanovi
- Dolichopus jacutensis
- Dolichopus jaquesi
- Dolichopus jaxarticus
- Dolichopus johnsoni
- Dolichopus jugalis
- Dolichopus kansensis
- Dolichopus kiritschenkoi
- Dolichopus kivuensis
- Dolichopus kjari
- Dolichopus kleini
- Dolichopus kowarzianus
- Dolichopus kozlovi
- Dolichopus kroeberi
- Dolichopus kyphotus
- Dolichopus laciniatus
- Dolichopus lairdi
- Dolichopus lamellicornis
- Dolichopus lamellipes
- Dolichopus lancearius
- Dolichopus laticola
- Dolichopus laticornis
- Dolichopus latilimbatus
- Dolichopus latipennis
- Dolichopus latipes
- Dolichopus latronis
- Dolichopus legendrei
- Dolichopus lepidus
- Dolichopus leucacra
- Dolichopus leucopus
- Dolichopus linearis
- Dolichopus lineatocornis
- Dolichopus litoralis
- Dolichopus litorellus
- Dolichopus lobatus
- Dolichopus lonchophorus
- Dolichopus longicornis
- Dolichopus longicostalis
- Dolichopus longicotalis
- Dolichopus longimanus
- Dolichopus longipennis
- Dolichopus longisetus
- Dolichopus longitarsis
- Dolichopus longus
- Dolichopus lundbecki
- Dolichopus luoshanensis
- Dolichopus luteifacies
- Dolichopus luteipennis
- Dolichopus luteitarsis
- Dolichopus maculata
- Dolichopus maculicornis
- Dolichopus maculipennis
- Dolichopus maculitarsis
- Dolichopus magnantenna
- Dolichopus makarovi
- Dolichopus manicula
- Dolichopus mannerheimi
- Dolichopus marcrostigma
- Dolichopus marginatus
- Dolichopus marshalli
- Dolichopus martynovi
- Dolichopus mediicornis
- Dolichopus mediovenus
- Dolichopus meigeni
- Dolichopus melanderi
- Dolichopus melanocerus
- Dolichopus melanopus
- Dolichopus mercieri
- Dolichopus meridionalis
- Dolichopus metallica
- Dolichopus meyeri
- Dolichopus microlepis
- Dolichopus micropygus
- Dolichopus migrans
- Dolichopus miki
- Dolichopus minuscula
- Dolichopus minuta
- Dolichopus mironovi
- Dolichopus modestus
- Dolichopus monarchus
- Dolichopus mongolicus
- Dolichopus monochaetus
- Dolichopus monticola
- Dolichopus mucronatus
- Dolichopus multisetosus
- Dolichopus myosotus
- Dolichopus nataliae
- Dolichopus nebulosus
- Dolichopus negrobovi
- Dolichopus neomexicanus
- Dolichopus nepalensis
- Dolichopus nigrescens
- Dolichopus nigricauda
- Dolichopus nigricornis
- Dolichopus nigricoxa
- Dolichopus nigrifacies
- Dolichopus nigrifemur
- Dolichopus nigrilamellatus
- Dolichopus nigrilineatus
- Dolichopus nigrimanus
- Dolichopus nigripes
- Dolichopus nigropleurus
- Dolichopus nigrotorquata
- Dolichopus nikolaevae
- Dolichopus nimbatus
- Dolichopus nitens
- Dolichopus nitidus
- Dolichopus nivalis
- Dolichopus nodipennis
- Dolichopus nomadus
- Dolichopus notatus
- Dolichopus nubilis
- Dolichopus nubilus
- Dolichopus nudus
- Dolichopus obcordatus
- Dolichopus obscuripes
- Dolichopus obsoletus
- Dolichopus occidentalis
- Dolichopus occultus
- Dolichopus oganesiani
- Dolichopus omnivagus
- Dolichopus opportunus
- Dolichopus oregonensis
- Dolichopus orichalceus
- Dolichopus orientalis
- Dolichopus ornatipennis
- Dolichopus ovatus
- Dolichopus oxianus
- Dolichopus pachycnemus
- Dolichopus packardi
- Dolichopus palaestricus
- Dolichopus pallidus
- Dolichopus paluster
- Dolichopus pamiricus
- Dolichopus pantomimus
- Dolichopus partitus
- Dolichopus parvicaudatus
- Dolichopus parvicornis
- Dolichopus parvimanus
- Dolichopus pectinitarsis
- Dolichopus penicillatus
- Dolichopus pennatus
- Dolichopus pensus
- Dolichopus pernix
- Dolichopus perplexus
- Dolichopus perversus
- Dolichopus phaeopus
- Dolichopus phyllocerus
- Dolichopus picipes
- Dolichopus pilatus
- Dolichopus pingreensis
- Dolichopus planitarsis
- Dolichopus platychaetus
- Dolichopus platylepis
- Dolichopus plumipes
- Dolichopus plumitarsis
- Dolichopus plumosus
- Dolichopus polleti
- Dolichopus pollex
- Dolichopus polychaetus
- Dolichopus popularis
- Dolichopus porphyrops
- Dolichopus portentosus
- Dolichopus pospelovi
- Dolichopus postocularis
- Dolichopus praemissus
- Dolichopus praeustus
- Dolichopus propinquus
- Dolichopus pseudomigrans
- Dolichopus ptenopedilus
- Dolichopus pteropedilus
- Dolichopus puberiseta
- Dolichopus pugil
- Dolichopus pulcher
- Dolichopus pulchrimanus
- Dolichopus pullus
- Dolichopus punctum
- Dolichopus pyrenaicus
- Dolichopus qinghensis
- Dolichopus quadrilamellatus
- Dolichopus ramifer
- Dolichopus recticosta
- Dolichopus reflectus
- Dolichopus reichardti
- Dolichopus remipes
- Dolichopus remotus
- Dolichopus remus
- Dolichopus renidescens
- Dolichopus retinens
- Dolichopus rezvorum
- Dolichopus ringdahli
- Dolichopus robertsoni
- Dolichopus roborovskii
- Dolichopus robustus
- Dolichopus romanovi
- Dolichopus rotundipennis
- Dolichopus ruficornis
- Dolichopus rufitinctus
- Dolichopus rupestris
- Dolichopus ruthei
- Dolichopus sabinus
- Dolichopus sagittarius
- Dolichopus salictorum
- Dolichopus saphirus
- Dolichopus sarotes
- Dolichopus saxicola
- Dolichopus scapularis
- Dolichopus scopifer
- Dolichopus scutopilosus
- Dolichopus sedulus
- Dolichopus segregatus
- Dolichopus separatus
- Dolichopus serratus
- Dolichopus setifer
- Dolichopus setiger
- Dolichopus setimanus
- Dolichopus setitarsis
- Dolichopus setosus
- Dolichopus sexarticulatus
- Dolichopus shantaricus
- Dolichopus sharovi
- Dolichopus shastaensis
- Dolichopus shelfordi
- Dolichopus shii
- Dolichopus sibiricus
- Dolichopus sicardi
- Dolichopus sicarius
- Dolichopus siculus
- Dolichopus signatus
- Dolichopus signifer
- Dolichopus silvicola
- Dolichopus simillimus
- Dolichopus simius
- Dolichopus simplex
- Dolichopus simplicipes
- Dolichopus simulans
- Dolichopus simulator
- Dolichopus sincerus
- Dolichopus sinualaris
- Dolichopus sinuatus
- Dolichopus slossonae
- Dolichopus smirnovianus
- Dolichopus smithae
- Dolichopus soccatus
- Dolichopus socer
- Dolichopus socius
- Dolichopus solidus
- Dolichopus sordidatus
- Dolichopus speciosus
- Dolichopus sphaeristes
- Dolichopus sphagnatilis
- Dolichopus sporadicus
- Dolichopus spretus
- Dolichopus squamicilliatus
- Dolichopus squamosus
- Dolichopus stackelbergi
- Dolichopus steini
- Dolichopus stenhammari
- Dolichopus steyskali
- Dolichopus stricklandi
- Dolichopus strigipes
- Dolichopus subapicalis
- Dolichopus subciliatus
- Dolichopus subcostatus
- Dolichopus subdirectus
- Dolichopus sublimbatus
- Dolichopus subpennatus
- Dolichopus subspina
- Dolichopus subspretus
- Dolichopus sufflavus
- Dolichopus sukharevae
- Dolichopus superbus
- Dolichopus sychevskajae
- Dolichopus syracusanus
- Dolichopus syriacus
- Dolichopus taigensis
- Dolichopus taiwanensis
- Dolichopus talus
- Dolichopus tanythrix
- Dolichopus tarsipictis
- Dolichopus tener
- Dolichopus tenuicornis
- Dolichopus tenuimanus
- Dolichopus tenuipes
- Dolichopus terminalis
- Dolichopus terminatus
- Dolichopus tetricus
- Dolichopus tewoensis
- Dolichopus theodori
- Dolichopus tikhonovi
- Dolichopus tonsus
- Dolichopus townsendi
- Dolichopus triangularis
- Dolichopus trisetosus
- Dolichopus trivialis
- Dolichopus tumefactus
- Dolichopus turanicus
- Dolichopus turkestani
- Dolichopus uliginosus
- Dolichopus ultimus
- Dolichopus umbrosus
- Dolichopus ungulatus
- Dolichopus uniseta
- Dolichopus uralensis
- Dolichopus urbanus
- Dolichopus ussuriensis
- Dolichopus utahensis
- Dolichopus uxorcula
- Dolichopus vadimiani
- Dolichopus wahlbergi
- Dolichopus vaillanti
- Dolichopus walkeri
- Dolichopus vanduzeei
- Dolichopus variabilis
- Dolichopus varians
- Dolichopus varipes
- Dolichopus vegetus
- Dolichopus verae
- Dolichopus vernaae
- Dolichopus versutus
- Dolichopus wheeleri
- Dolichopus victoris
- Dolichopus vigilans
- Dolichopus violacea
- Dolichopus violovitshi
- Dolichopus virga
- Dolichopus virginiensis
- Dolichopus virgultorum
- Dolichopus viridis
- Dolichopus vitripennis
- Dolichopus vittatus
- Dolichopus wittei
- Dolichopus xanthocnemus
- Dolichopus xanthopyga
- Dolichopus yunnanus
- Dolichopus zernyi
- Dolichopus zetterstedti
- Dolichopus zhejiangensis
- Dolichopus zhelochovzevi
- Dolichopus zhongdianus
- Dolichopus zhoui
- Dolichopus ziczac
- Dolichopus zimini
- Dolichopus zygomus